# Perlaki Dávid
Perlaki Dávid, Perlaky (Gergelyi, Veszprém vármegye, 1754. július 19. – Nemesdömölk, 1802. március 9.) evangélikus lelkész, egyházi író, evangélikus esperes, pedagógiai szakíró.

## Élete
Gergelyiben született, ahol tanulni is kezdett; azután 1765-től Sopronban, 1770-től Pozsonyban folytatta tanulmányait, melyeknek végeztével 1774-ben Gergelyiben lelkész lett. 1777-ben Göttingenbe ment, honnét 1780-ban a nemeskéri egyház hívta meg papjának. 1783-ban komáromi lelkész s 1786-ban esperes lett és részt vett a pesti zsinaton. 1794 végén Kispécre, 1796-ban Nemesdömölkre ment, ahol a kemenesaljai egyházmegye esperesi tisztét is viselte. Meghalt 1802. március 9-ről 10-ére virradó éjjelen Nemesdömölkön.
Cikkei s költeményei a Mindenes Gyűjteményben (1789-90.), a Hadi történetekben (1791) és a Magyar Hírmondóban (1795.).

## Munkái
- Testvéri szeretet oszlopa mellyet néhai Perlaky Gábor úr a Dunán innenső kerületi aug. confess. lévő ekklesiák 15 esztendős superintendense emlékezetére igaz atya fiúi szeretetből emelni kívánt tőle, 1786. Boldog-aszszony havának 29-dik napján tett elválásán holtig bánkódó testvér öttse. Hely n.
- Az ó- és új-testamentum példás idegen nevezeteinek magyarázatja. Győr, 1788. (Kőrösi M. «Magyar concordantiá»-ja végén és a Prot. Népkönyvtár IV. 1857. 3-47. l. «Bibliai névtár» c.).
- Felséges II. Leopold római császárnak Magyarország királyává Posonban 1790. eszt. nov. 15. napján lett megkoronáztatására készült ének. (Komárom, 1790.).
- II. József életének és halálának emlékezete. Két énekben. Uo. 1790.
- A magyar kereszténységhez egy alkalmas időben mondott szó Pesten a protestánsok gyűlése alkalmával. Pest, 1791.
- A kisdedeknek első tanúságok, a keresztyén tudományból, mellyet urunk Jészus életének rövid históriájával együtt kiadott. Komárom, 1791.
- Az evangelika vallás törvényes szabadságának dicsőségesen uralkodó II. Leopold által lett helyre-állításán tapsoló háláadás mellyel a nagy Istennek és jó királyoknak, közönséges hála-adó innepjeiken áldonak a Dunamelléki evangélika gyülekezetek. Uo. 1791.
- A gyermekeknek jó nevelésekről való rövid oktatás, mellyet a szüléknek és gyermek-tanitók s nevelőknek kedvekért öszve szedegetett. A szegényebb oskolatanítóknak ingyen. Uo. 1791.
- Gyermekek s ifjaknak imádságos és énekes könyve, mellyet az ő számokra készített. Uo. 1793.
- Gileadi balsam, mellyet néh. Dománovitzi Zmeskál Lajos urnak 1796. eszt. történt halálán kesergő t. özvegye s hat árváknak enyhítésekre készített és el-temettetése alkalmatosságával tartott halotti prédikácziója után elől-adott. Posony.
- Nyugodalom határára utazó keresztény. Kit. néh. Szent-Györgyi Ármpruszter Dániel úrnak 1797. eszt. bőjt-elő havának 1-ső napján történt halálakor tartott. Szombathely. (Költemény).
- Keresztyén törvényes ember kit domokos Ferentz urnak 1798. eszt. történt halála s végső tisztesség-tételekor tartott halott gyászos prédikácziója után le-ábrázolni kívánt. Veszprém, 1798. (Költ.).
- Keresztyén törvényes embernek a legfelségesbb ítélő-szék előtt lévő ügyének törvényes oltalmazása; mellyet a midőn ... Felső-Kamondi Kamondí Márton ur ... 1799. eszt. mind-szent havának 11. napján ditséretre méltó életét Pápán elvégezvén, ugyan ezen hónak 14-dikén el-temettetnék, a pápai ev. szent-egyházban ... tartatott végső tisztesség-tételkor élő-szóval elmondott. Pozsony, 1800.
- Karcsai Antal halálára írt versek. Szombathely, 1800.

Gyászverseket írt testvére, Perlaky Gábor püspök (1786), Hrabovszky Sámuel (1796), II. József és Karcsai Antal (1800) halála alkalmából. A 19. század elején kiadott dunántuli énekeskönyvben 38 éneke van.